# Apple Studios
Apple Studios LLC 是一家美国电影、电视制片公司，也是蘋果公司的子公司。它专门为Apple TV+开发和制作原创电视剧和电影。
2019年10月，Apple Studios成立。 从2023年开始，Apple Studios决定与派拉蒙影业、索尼影业、环球影业和华纳兄弟影业等电影公司合作，讓自己製作的部分原創电影在影院上映。